# Internationales Kulturhistorisches Symposion Mogersdorf

Logo des Internationalen Kulturhistorischen Symposions Mogersdorf.

Das Internationale Kulturhistorische Symposion Mogersdorf ist eine Veranstaltung, die 1969 in der südburgenländischen Marktgemeinde Mogersdorf in Österreich ins Leben gerufen wurde. Die Veranstaltung, die im geisteswissenschaftlichen Leben des Burgenlandes und der übrigen Teilnehmerländer einen besonderen Stellenwert einnimmt, wird jährlich durchgeführt. Die Tagungsorte sind im Wechsel der Teilnehmerländer im Burgenland und in der Steiermark sowie in Ungarn, Slowenien und Kroatien. Die Veranstaltungen sollen aber auch im Rahmen ihrer Möglichkeiten eine politische, friedensstiftende und völkerverbindende Funktion wahrnehmen.
Im Rahmen des Symposions finden immer wieder kulturelle Veranstaltungen wie Konzerte, Ausstellungen oder Vernissagen, aber auch Exkursionen statt.

## Geschichte
Bereits 1964 entstand anlässlich des 300. Jahrestages der Schlacht bei St. Gotthard/Mogersdorf – ein vereintes christliches Heer hatte im Türkenkrieg 1663/1664 unter Generalleutnant Raimund Graf Montecuccoli dabei am 1. August die weit überlegenen Türken besiegt – die Initialzündung zum Kulturhistorischen Symposion Mogersdorf. Es sollte aber noch bis zum Jahr 1969 dauern, ehe es zum ersten Symposion in Mogersdorf kam, an dem ausschließlich Österreich beteiligt war. Dieses fand in der Zeit vom 28. Juli bis zum 2. August statt.
Bereits 1970 traten Slowenien und das ungarische Komitat Vas dem Symposion bei, womit die Bedeutung der Veranstaltung wuchs und der Grundstein zur Internationalität gegeben war. Kroatien ließ ebenfalls 1970 sein Interesse bekunden, an diesen Konferenzen teilzunehmen. Der endgültige Beitritt erfolgte aber erst 1972. Erst später kamen die Steiermark und das ungarische Komitat Somogy dazu.

## Organisation
Trägerverein des Internationalen Kulturhistorischen Symposions Mogersdorf ist der gemeinnützige Schlösslverein in Mogersdorf, der auch jene Veranstaltungen ausrichtet, die im Burgenland stattfinden. In anderen Ländern sind es meist universitäre Einrichtungen, wie die Universität Graz oder die Universität Maribor, die als Veranstalter auftreten.
Das internationale Organisationskomitee, das sich aus zwei bis drei Mitgliedern pro Teilnehmerland zusammensetzt, tritt jährlich dreimal zusammen. Die jeweiligen Mitglieder sind in ihren Ländern an unterschiedlichen wissenschaftlichen Institutionen tätig. Das Komitee nominiert die Referenten. Weiters berät und koordiniert es die Vorbereitung der jeweiligen Veranstalter. Jedes Land darf zwei Referenten stellen, die nicht zwingend aus dem jeweiligen Land stammen oder den Mittelpunkt ihrer wissenschaftlichen Tätigkeit in diesem haben müssen. Die Referenten werden von jedem Land gesondert nominiert. Das Veranstalterland hält darüber hinaus das allgemein gehaltene Eröffnungsreferat.

## Tagungsorte
- Mogersdorf  – in den Jahren 1969, 1970, 1971, 1975, 1979, 1984, 1989, 1994, 2000, 2006, 2012 und 2019
- Graz  – in den Jahren 1982, 1987, 1993 und 1999
- Bad Radkersburg  – im Jahr 2005
- Fürstenfeld  – im Jahr 2011[7]
- Kőszeg  – in den Jahren 1972, 1976, 1980, 1985, 1990, 1996, 2001, 2007 und 2014
- Maribor  (heute ) – im Jahr 1973
- Sisak  (heute ) – im Jahr 1974
- Radenci  (heute ) – in den Jahren 1977 und 1981
- Osijek  (heute ) – in den Jahren 1978, 1983 und 1988,
- Celje  (heute ) – in den Jahren 1986 und 2010
- Trakošćan  – im Jahr 1997
- Ptuj  – im Jahr 1998
- Koprivnica  – in den Jahren 2002 und 2013
- Murska Sobota  – im Jahr 2003
- Nagyatád  – im Jahr 2004
- Varaždin  – im Jahr 2008
- Balatonszárszó  – im Jahr 2009
- Szigetvár  – im Jahr 2016
- Lendava  – im Jahr 2017

Die 1991 in Rogaška Slatina und 1995 in Stubičke Toplice geplanten Symposien mussten wegen der Kriege im ehemaligen Jugoslawien kurzfristig abgesagt werden.

## Tagungsbände
Ein wesentlicher Aspekt des Symposions ist, dass die Referate nach den Tagungen in gedruckter Form einer breiten Öffentlichkeit zugänglich gemacht werden. Diese werden zudem von den Trägerorganisationen untereinander getauscht, sodass diese nicht nur im Veranstalterland, sondern in allen Teilnehmerländern einer breiten Öffentlichkeit zugänglich sind. In Österreich sind dies das Burgenländische Landesarchiv und die Burgenländische Landesbibliothek, wo diese auch, sofern sie nicht vergriffen sind, auch käuflich erhältlich sind.

### Bisher erschienen
- Band 1: Österreich und die Türken – Herausgeber: Amt der Burgenländischen Landesregierung, Eisenstadt, 1969
- Band 2: Österreich und die Südslawen – Herausgeber: Amt der Burgenländischen Landesregierung, Eisenstadt, 1970.
- Band 3: Das Nationalitätenproblem im pannonischen Raum – Ein Beitrag zur Völkerverständigung – Herausgeber: Amt der Burgenländischen Landesregierung, 1971.
- Band 4: Die Entwicklung und Bedeutung der Städte und Märkte des pannonischen Raumes im 16. bis 19. Jahrhundert – Herausgeber: Vas megye Tanácsa Müvelödésügyi Osztálya, Szombathely, 1972
- Band 5: Bauernstand und Bauernaufstände vom 15. bis 19. Jahrhundert – Herausgeber: Univerza Mariboru, Maribor, 1973
- Band 6: Die Arbeiterbewegungen von den Anfängen bis zum Ende des ersten Weltkrieges – Herausgeber: Savez povijesnih drustava Hrvatske, Zagreb, 1974
- Band 7: Schul- und Bildungswesen im pannonischen Raum bis 1918 mit besonderer Berücksichtigung des niederen Schulwesens – Herausgeber: Amt der Burgenländischen Landesregierung, Eisenstadt, 1975.
- Band 8: Schul- und Bildungswesen im pannonischen Raum bis 1918 mit besonderer Berücksichtigung des höheren Schulwesens – Herausgeber: Vas megyei Levéltár, Szombathely, 1976.
- Band 9: Die Entwicklung des Verkehrswesens im pannonischen Raum bis 1918 – Herausgeber: Univerza v Mariboru, Maribor, 1977.
- Band 10: Die gesellschaftlichen, wirtschaftlichen und kulturellen Nachwirkungen der Industrialisierung im pannonischen Raum zwischen den zwei großen Krisen 1873 bis 1929 – Herausgeber: Savez povijesnih drustava Hrvatske, Zagreb, 1978.
- Band 11: Die politische und wirtschaftliche Situation der Länder des pannonischen Raumes zwischen den zwei Weltkriegen – Herausgeber: Amt der Burgenländischen Landesregierung, Eisenstadt, 1979.
- Band 12: Verschiedene kulturelle Bestrebungen zwischen den zwei Weltkriegen im pannonischen Raum – Herausgeber: Vas megyei Levéltár, Szombathely, 1980.
- Band 13: Der Bauer und die Landwirtschaft im pannonischen Raum vom Ende des ersten Weltkrieges bis zur Weltwirtschaftskrise – Herausgeber: Univerza v Mariboru, Maribor, 1981.
- Band 14: Der pannonische Raum zwischen Beharrung und Fortschritt – Herausgeber: Universität Graz, Institut für Geschichte, Graz, 1982
- Band 15: Bauer und Landwirtschaft im pannonischen Raum von der Weltwirtschaftskrise bis zum Zweiten Weltkrieg – Herausgeber: Savez povijesnih drustava Hrvatske, Zagreb, 1983.
- Band 16: Staat und Gesellschaft im Zeitalter des Dualismus – Herausgeber: Amt der Burgenländischen Landesregierung, Eisenstadt, 1984.
- Band 17: Staat und Gesellschaft in der Zwischenkriegszeit im Pannonischen Raum – Herausgeber: Vas Megyei Önkormányzati Hivatal müvelödési és sport titkársága, Szombathely, 1985.
- Band 18: Buchdruck und Druckschriften im pannonischen Raum bis zu den josephinischen Reformen – Einfluss und Auswirkungen – Herausgeber: Univerzitetna knjiznica Maribor, Maribor, 1986.
- Band 20: Die Entwicklung der bürgerlichen Welt im pannonischen Raum vom 16. Jahrhundert bis zur französischen Revolution – erschienen in Zagreb, 1988.
- Band 21: Die Auswirkungen der Französischen Revolution auf die Entwicklung des Bürgertums im pannonischen Raum (1789–1830) – Herausgeber: Amt der Burgenländischen Landesregierung, Eisenstadt, 1989.
- Band 22: Die bürgerliche Welt im pannonischen Raum zwischen 1830 und 1867 – Herausgeber: Symposion Mogersdorf in Kőszeg, Ungarn, 1990.
- Band 23: Symposion 1992 – Herausgeber: Univerzitetna knjižnica Maribor, Maribor, 1992.
- Band 24: Migrationen und Ethnogenese im Pannonischen Raum bis zum Ende des 12. Jahrhunderts – Herausgeber: Amt der Steiermärkischen Landesregierung, Abteilung für Wissenschaft und Forschung, Graz, 1993.
- Band 25: Verfestigung und Änderung der ethnischen Strukturen im pannonischen Raum im Spätmittelalter – Herausgeber: Amt der Burgenländischen Landesregierung, Eisenstadt, 1994.
- Band 26: Das Bild vom Anderen im pannonischen Raum – Gefühle und Fakten, Form und Funktion – Herausgeber: Vas Megyei Önkormányzati Hivatal Müvelödesi es Sport Titkársága, 1996.
- Band 27: Verfestigungen und Änderungen der ethnischen Strukturen im pannonischen Raum von 1790 bis zum Ersten Weltkrieg – Herausgeber: Institut za novejso zgodovino, Ljubljana, 1997
- Band 28: Verfestigungen und Änderungen der ethnischen Strukturen im pannonischen Raum von 1526 bis 1790 – Herausgeber: Philosophische Fakultät, Zagreb, 1998.
- Band 29: Minderheiten in den Staaten des Pannonischen Raumes zwischen den beiden Weltkriegen – Herausgeber: Amt der Steiermärkischen Landesregierung, Graz, 1999.
- Band 30: Kirche, Staat und Gesellschaft im pannonischen Raum – Volksfrömmigkeit, Bildungs- und Sozialwesen – Herausgeber: Amt der Burgenländischen Landesregierung, Eisenstadt 2000, ISBN 3-901517-38-3.
- Band 31: Die Rolle der Kirchen im Modernisierungsprozess der Gesellschaft im 18. und 19. Jhdt. im pannonischen Raum – Herausgeber: Vas Megyei Önkormányzati Hivatal Müvelödesi es Sport Titkarsaga, 2001.
- Band 32: Symposion Mogersdorf in Koprivnica 2002 – Herausgeber: Philosophische Fakultät der Universität Zagreb, Zagreb, 2002.
- Band 33: Neuzeitliche Reisekultur im pannonischen Raum bis zur Mitte des 19. Jahrhunderts – Herausgeber: Univerza v. Mariboru, Maribor, 2003.
- Band 34: Reisekultur im pannonischen Raum von der Mitte des 19. Jahrhunderts bis zum Zweiten Weltkrieg – Herausgeber: Somogy Megye Közgyűlése, Kaposvár, 2004.
- Band 35: Führungsschichten im pannonischen Raum im 18. und 19. Jahrhundert – Herausgeber: Kulturhistorisches Symposion Mogersdorf, Steiermärkische Delegation, 2005.
- Band 36: Symposion 2006 in Mogersdorf – Herausgeber: Amt der Burgenländischen Landesregierung, Eisenstadt, 2006.
- Band 37: Führungsschichten im pannonischen Raum zwischen 1890 und 1945 – Herausgeber: Vas Megye Közgyűlése megbízásából kiada a Magyar Nemzeti Levéltár Vas Megye Levéltára, 2007.
- Band 38: Alte und neue Eliten im pannonischen Raum seit 1945 – Herausgeber: Philosophische Fakultät der Universität Zagreb, 2008.
- Band 39: Das Judentum im pannonischen Raum vom 16. Jahrhundert bis zum Jahr 1914 – Herausgeber: Somogy Megye Közgyűlése, Kaposvár, 2009
- Band 40: Mensch und Umwelt im pannonischen Raum vom 18. bis ins 20. Jahrhundert – Herausgeber: Zgodovinski arhiv Celje, Celje, 2010
- Band 41 – Gesinde im pannonischen Raum vom 18. bis ins frühe 20. Jahrhundert, 2011.
- Band 42: Entwicklungen und Aufgaben von Gedächtnisorten in der Erinnerungskultur im pannonischen Raum vom 19. bis zum 20. Jahrhundert – Herausgeber: Amt der Burgenländischen Landesregierung, Eisenstadt, 2012.